# Bešeňov
Bešeňov (in ungherese Zsitvabesenyő) è un comune della Slovacchia facente parte del distretto di Nové Zámky, nella regione di Nitra.